# Short Circuit: Live at the Electric Circus
Short Circuit: Live at the Electric Circus es un álbum recopilatorio de canciones en directo interpretadas en el Electric Circus de Mánchester, entre el 1 y 2 de octubre de 1977, durante los conciertos previos al cierre del lugar. Virgin Records publicó el disco en 1978 en vinilo azul, negro y amarillo de diez pulgadas.
La segunda noche, Joy Division actuaron con su antiguo nombre Warsaw, aunque en los créditos aparecen como Joy Division, debido a que se cambiaron el nombre en enero de 1978. El disco se reeditó en formato CD a través del sello discográfico Blue Plate.
En 2004, apareció en una reseña elaborada por trakMarx de Classic Punk Rock Compilation LPs.
El disco significó el debut de The Fall; Joy Division lanzó su debut en 7" titulado An Ideal for Living trece días antes, mientras que todas las demás bandas ya habían debutado en 1977.

## Lista de canciones
10" vinyl (Virgin VCL5003)
Cara A
1. The Fall: "Stepping Out" – 2:36
2. John Cooper Clarke: "(You Never See a Nipple in The) Daily Express" – 1:03
3. Joy Division: "At a Later Date" – 3:00
4. The Drones: "Persecution Complex" – 2:50

Cara B
1. Steel Pulse: "Makka Splaff (The Colly Man)" – 5:45
2. John Cooper Clarke: "I Married a Monster from Outer Space" – 1:30
3. The Fall: "Last Orders" – 3:08
4. The Buzzcocks: "Time's Up" – 2:58